# Републикански път III-731
Републикански път IIІ-731 е третокласен път, част от Републиканската пътна мрежа на България, преминаващ по територията на области Шумен и Варна. Дължината му е 40,4 км.
Пътят се отклонява наляво при 8,3 км на Републикански път II-73 в село Радко Димитриево и се насочва на изток през Шуменското поле. След като премине през селата Ветрище и Вранско преодолява югозападната част на Провадийското плато и при село Друмево слиза в западната част на широката долина на река Главница (десен приток на Провадийска река). След Друмево пътят навлиза във Варненска област минава последователно през селата Черноок, Градинарово, Блъсково и Храброво и южно от град Провадия се съединява с Републикански път III-208 при неговия 21,6 км.
| Пътища, отклоняващи се надясно (населено място, № на пътя, посока на пътя) | Км   | Пътища, отклоняващи се наляво (посока на пътя, № на пътя, населено място) |
| -------------------------------------------------------------------------- | ---- | ------------------------------------------------------------------------- |
| Община Шумен, Област Шумен, II-73, 8,3 км, с. Радко Димитриево ←           | 0,0  | ← с. Радко Димитриево, 8,3 км, II-73, Област Шумен, Община Шумен          |
| с. Ветрище                                                                 | 2,7  | с. Ветрище                                                                |
| с. Вехтово                                                                 | 7,3  | с. Вехтово                                                                |
| с. Друмево                                                                 | 16,2 | → с. Друмево, общински път (за с. Кладенец)                               |
| Община Провадия, Област Варна                                              | 20,3 | Област Варна, Община Провадия                                             |
| (за с. Славейково) общински път ←                                          | 20,5 |                                                                           |
| с. Черноок                                                                 | 22,2 | с. Черноок                                                                |
| (за с. Славейково) общински път ←                                          | 24,4 |                                                                           |
| с. Градинарово                                                             | 25,7 | → с. Градинарово, общински път (за с. Снежина)                            |
| (за с. Китен) общински път, с. Блъсково ←                                  | 31,1 | с. Блъсково                                                               |
|                                                                            | 35   | → общински път (за с. Овчага)                                             |
| с. Храброво                                                                | 35,9 | с. Храброво                                                               |
| (до гр. Айтос) III-208, 21,6 км ←                                          | 40,4 | ← 21,6 км, III-208 (от с. Ветрино)                                        |